# Onychocerus aculeicornis
Onychocerus aculeicornis är en skalbaggsart som först beskrevs av Kirby 1818.  Onychocerus aculeicornis ingår i släktet Onychocerus och familjen långhorningar.
Artens utbredningsområde är Paraguay. Inga underarter finns listade i Catalogue of Life.